# Verbascum pseudoholotrichum
Verbascum pseudoholotrichum är en flenörtsväxtart som beskrevs av Hub.-mor.. Verbascum pseudoholotrichum ingår i släktet kungsljus, och familjen flenörtsväxter. Inga underarter finns listade i Catalogue of Life.